# ECupid
Pour plus de détails, voir Fiche technique et Distribution.
eCupid est un film sortie en salles en 2011, écrite et dirigée par J.-C. Calciano.

## Synopsis
Marshall Thomas (Houston Rhines) est designer graphiste au sein d'une agence publicitaire. Il vit depuis sept ans avec son compagnon, Gabe Norton (Noah Schuffman), propriétaire d'un café branché de Los Angeles. Le couple traverse une période difficile, car Gabe paraît trop occupé pour consacrer plus d’intimité à Marshall, qui lui commence à s'ennuyer au travail. Marshall découvre alors une application pour smartphone dénommée eCupid qu'il décide d'installer sans prendre la précaution de lire les petites lignes du contrat. L'application (voix de Morgan Fairchild) dévore peu à peu la vie entière de Marshall. Gabe finit par tout découvrir et le couple se sépare. L'application eCupid se met  alors à planifier plusieurs rencontres pour aider Marshall à retrouver le temps de sa jeunesse, par la rigolade, les histoires sentimentales et enfin la liberté.

## Fiche technique
- Titre : eCupid
- Réalisation : J. C. Calciano
- Scénario : J. C. Calciano
- Musique : Christopher Farrell
- Photographie : Joshua W. Smith
- Montage : Phillip Blackford
- Production : J. C. Calciano et Joe Dain
- Société de production : Cinema 175
- Pays de production :  États-Unis
- Genre : Romance
- Durée : 95 minutes
- Dates de sortie : 
  - États-Unis : 23 mai 2011 (Inside/Out Festival)
  - États-Unis : 5 mai 2012 (DVD)

## Distribution
- Houston Rhines : Marshall Thomas
- Noah Schuffman : Gabriel (Gabe) Horton
- Morgan Fairchild : Venus
- Mike Manning : Myles
- John Callahan :  Mr. Hutchington
- Galen Drever : Dawson
- Matthew Scott Lewis : Keith
- Brad Pennington : Richard
- Gary Riotto : Carson
- Chris Rubeiz : Jimmy
- Andy Anderson : Chris 1
- Joe Komara : Chris 2
- George Gray : présentateur télé
- Matthew Gittelson : gogo dancer
- Peter A. O'Riordan : gogo dancer